# تشارلز إف. وينسلو
تشارلز إف. وينسلو (بالإنجليزية: Charles F. Winslow)‏ هو دبلوماسي وعالم نبات أمريكي، ولد في 1811 في نانتوكيت في الولايات المتحدة، وتوفي في 7 يوليو 1877.